# يربوع فينوغرادوف
يربوع فينوغرادوف (الاسم العلمي: Allactaga vinogradovi) نوع من القوارض من فصيلة اليربوعيات، متوطن في كازاخستان، قيرغيزستان، طاجيكستان وأوزبكستان.